# Jouet vidéo
« Figurine de jeu vidéo » redirige ici. Pour l'article généraliste concernant les figurines, voir Figurine.
Ne doit pas être confondu avec Jeu vidéo.
Un jouet vidéo, ou jeu vidéo à miniatures connectées au Canada (toys-to-life en anglais), est un genre de jeu vidéo dans lequel le joueur interagit avec le jeu à l'aide de figurines réelles,,. Ces jouets emploient la communication en champ proche ou la vision par ordinateur pour transmettre de l'information sur eux. De plus, ils peuvent abriter un support de stockage permettant de sauvegarder le progrès du joueur. C'est une branche très lucrative de l'industrie du jeu vidéo : la franchise Skylanders à elle seule a enregistré des ventes de 3 milliards de dollars en quatre ans.

## Principales licences

### Skylanders(depuis 2011-2016)
Skylanders (2011) est un des premiers jeux du genre qui remporte du succès,,,. Depuis sa sortie initiale, un nouvel épisode de la série est publié chaque année, pour atteindre un total de six jeux en 2016. Chaque jeu a un dispositif de portail et son histoire propre s'inscrivant dans la série. La plupart des figurines Skylanders sont compatibles entre les différents jeux de la série.

### Disney Infinity(2013-2016)
Disney Infinity (2013) est une série basée sur certaines des franchises et des personnages de Disney. Depuis la première sortie du jeu en 2013, il y a eu trois épisodes. Disney Infinity est le premier jeu, et met en vedette les personnages classiques de Disney et de Pixar. En 2014 sort le deuxième jeu, Disney Infinity: Marvel Super Heroes, qui porte sur l'univers Marvel. Le troisième jeu, Disney Infinity 3.0, sort en 2015 et porte sur la franchise de Star Wars. Toutes les figurines Disney Infinity peuvent interagir avec tous les jeux de la série. Le 10 mai 2016, Disney annonce que la production de la série a officiellement cessé, et qu'elle ne créera plus de titres,.

### Amiibo (depuis 2014)
Amiibo (2014) est une plateforme basée principalement sur les personnages de Nintendo, ainsi que sur certains personnages comme Pac-Man, Mega Man, Sonic, Ryu et Cloud Strife qui sont apparus dans les jeux Nintendo sans pour autant avoir été créés par la société japonaise. Le lancement se fait en 2014, avec les figurines. Nintendo a proposé depuis des cartes à jouer compatibles Amiibo, et prévoit de développer d'autres médias pour la plateforme. Contrairement à la plupart des jeux vidéo de ce genre, les figurines Amiibo ne sont pas dédiées exclusivement à un seul jeu, les personnages sont plutôt utilisés dans divers jeux.

### Lego Dimensions(2015)
Lego Dimensions (2015) met en vedette des personnages des franchises Lego, Warner Brothers ainsi que plusieurs personnages d'autres franchises. Les joueurs doivent assembler physiquement quelques figurines en déverrouillant les niveaux du jeu, qui leur montrent les instructions d'assemblage. Le portail et presque toutes les figurines doivent être ainsi montés par le joueur.